# Samuel Zoch

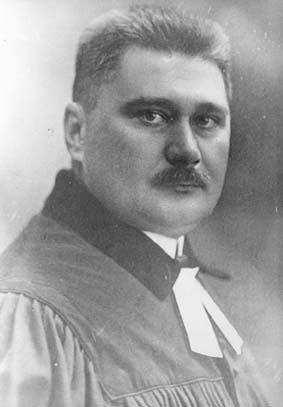
Samuel Zoch

Samuel Zoch (* 18. Dezember 1882 in Cerovo im Komitat Hont, damals Österreich-Ungarn, heute Slowakei; † 4. Januar 1928 in Bratislava, Tschechoslowakei, heute Slowakei) war ein slowakischer evangelischer Pfarrer und Politiker.

## Werdegang
Zoch wuchs in seinem Geburtsort in der Familie des evangelischen Lehrers Stanislav Zoch auf. Er erhielt seine Ausbildung am evangelischen Gymnasium in Neusohl (slowakisch Banská Bystrica), später studierte er Theologie in Ödenburg (ungarisch Sopron) und Wien. Nach dem Studienabschluss wirkte Zoch als Kaplan in Neusatz (serbisch Novi Sad) und Cerovo, bevor er 1907 die Pfarrei der Kleinstadt Modern (slowakisch Modra) nach dem Tod seines Onkels übernahm. Dazu kam ein Waisenhaus für slowakische Kinder, das immer größere Räumlichkeiten brauchte, deshalb entstand 1912 und 1913 als Ergebnis seiner Zusammenarbeit mit dem Architekten Dušan Jurkovič ein modernes Gebäude. Vor und während des Ersten Weltkriegs pflegte Zoch Kontakte zu führenden slowakischen Persönlichkeiten seiner Zeit wie Matúš Dula, Milan Hodža, Martin Rázus und Martin Stodola.
In seiner Pfarrei verfasste Zoch als einer der Hauptautoren den Text der sogenannten Martiner Deklaration, mit deren sich slowakische Politiker an den tschechoslowakischen Staat anschlossen. Die Deklaration wurde am 30. Oktober 1918 in Turz-Sankt-Martin (slowakisch Martin) vom Slowakischen Nationalrat, deren Mitglied auch Zoch war, angenommen. Innerhalb des Nationalrats war er für die Stadt Pressburg und die Umgebung zuständig, dazu war er vom 14. November 1918 bis zum 9. Januar 1919 Abgeordneter in der Revolutionären Nationalversammlung. In dieser Zeit konnte Zoch mit dem letzten ungarischen Gespan des Komitats Pressburg bzw. Bratislava, Zoltán Jankó, eine gewaltlose Übernahme der Stadt durch die Tschechoslowakischen Legionen aushandeln. Die Besetzung folgte am Neujahrstag 1919 und Zoch übernahm das Amt des Gespans am 9. Januar.
Als Gespan und Regierungskommissar hatte er einen beträchtlichen Anteil am Umzug der slowakischen Landesregierung von Vavro Šrobár von Žilina heraus nach Pressburg (bzw. seit März 1919 Bratislava), der im Februar 1919 trotz der ablehnenden Haltung der deutsch- und ungarischsprachigen Einwohner, die damals die Bevölkerungsmehrheit unter sich hatten, vollzogen wurde. Dank dieses Zugs und seiner Überzeugungsfähigkeiten wurde Bratislava zum Regierungssitz und Hauptstadt der Slowakei, anstelle von Städten wie Žilina, Martin, Nitra, Banská Bystrica und Košice. Als Gespan musste er sich mit der Unzufriedenheit der deutsch- und ungarischsprachigen Bevölkerung mit der Zugehörigkeit zur Tschechoslowakei sowie mit dem drohenden Einfall der Truppen der Ungarischen Räterepublik auseinandersetzen. Allerdings wichen seine Vorstellungen bezüglich Fragen der Nationalitäten und des kirchlichen Schulwesen von jenen der Regierung ab. So resignierte er noch 1919 von seinem Posten und widmete sich danach seiner Arbeit für die slowakische evangelische Kirche. Dort wurde er zum Administrator des westlichen Distrikts und 1922, zusammen mit dem Generalbischof Juraj Janoška, in Liptovský Mikuláš zum Bischof des westlichen Distrikts geweiht.
1925 zog er noch einmal in die nationale Politik als Abgeordneter für die Tschechoslowakische Agrarpartei in das Unterhaus der tschechoslowakischen Nationalversammlung ein. Zoch starb im Alter von 45 Jahren an den Folgen eines Schlaganfalls.

## Würdigung

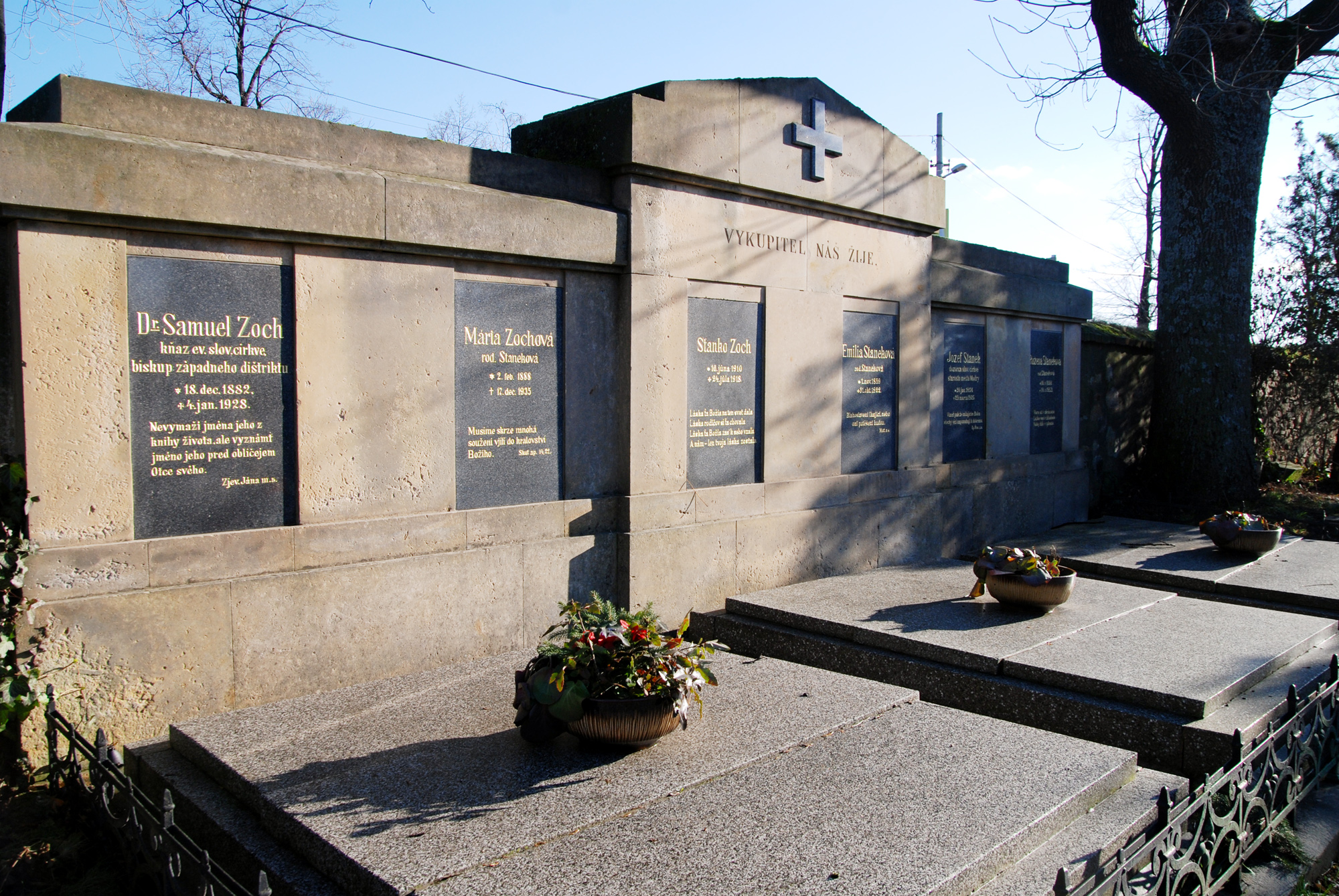
Familiengruft in Modra

- Gedenktafel und Büste am Geburtshaus in Cerovo seit 1933
- Familiengruft im Friedhof von Modra
- Seit 1930 trägt die Straße Zochova in der Altstadt von Bratislava seinen Namen
- Das Erholungsgebiet Zochova chata (wörtlich Hütte von Zoch) bei Modra wurde ebenfalls zu seiner Ehre so benannt
- Fast genau zum 100. Jahrestag der Entstehung der Tschechoslowakei und der Annahme der Martiner Deklaration wurde am 29. Oktober 1918 eine Gedenktafel an Samuel Zoch und Büste am alten Komitatshaus in Bratislava enthüllt[6]